# Svartatjärnen, Halland
Svartatjärnen är en sjö i Falkenbergs kommun i Halland och ingår i Ätrans huvudavrinningsområde. Sjöns area är 0,022 kvadratkilometer och den befinner sig 176 meter över havet.